# Gilles (Watteau)
Gilles (conosciuto anche come Pierrot detto Gilles) è un olio su tela (184x149) di Antoine Watteau, completato tra il 1718 ed il 1719. È custodito al museo del Louvre di Parigi.

## Storia
L'opera fu richiesta a Watteau dall'amico attore Belloni, già noto per aver vestito i panni di Pierrot, affinché questa divenisse l'insegna della sua nuova caffetteria, Au Caffè Comique; l'attore decise di concludere la sua carriera teatrale per condurre questo esercizio commerciale dopo il 1718, fatto che ci permette di ricavare la datazione del dipinto. Inoltre Belloni aveva in quel periodo superato i 35 anni, un'età paragonabile a quella del protagonista del dipinto; questo ha fatto ipotizzare gli studiosi che il Pierrot di Watteau fosse proprio lui: ciò è comunque impossibile da stabilire dato che non conosciamo nessun altro ritratto di Belloni. Anche per gli altri personaggi non si sa se abbiano avuto come modelli attori realmente esistiti. Il critico Paul Mantz riporta il nome Bianconelli per il comico sopracitato, senza però escludere altre identificazioni; tra queste Erwin Panofsky cita il possibile autoritratto.
Altra ipotesi per la datazione viene proposta dai critici Emile Dacier e Albert Vuaflart, i quali accostano il dipinto di Watteau ad un cartellone per un'opera messa in scena al teatro della Foire il 25 luglio 1721, pochi giorni dopo la morte di Watteau; Doris Panofsky accoglie l'idea, pur ventilando un rapporto tra la tela e delle parades di Thomas-Simon Gueullette.
Il quadro divenne insegna per la bottega del mercante d'arte Meunier, situata a Place de Carousel, per poi essere acquistato nel 1804 dal barone Dominique Vivant-Denon, primo direttore del Louvre. Nel 1869 passò al Museo del Louvre grazie ad un lascito di Louis La Caze, che si era procurato l'opera proprio da Vivant-Denon; la cui collezione formò il primo nucleo del museo parigino riguardante la pittura francese del XVIII secolo.

## Descrizione e stile
Pierrot, noto personaggio della Commedia dell'arte, è raffigurato da Watteau come un uomo dal volto fortemente malinconico, con uno sguardo triste e perso verso lo spettatore. Alle sue spalle si trovano altri personaggi teatrali, probabilmente intenti a schernire Gilles in primo piano. Le varie figure si trovano in un ambiente esterno, caratterizzato da una leggera vegetazione ai lati del dipinto; le tinte dell'intera opera non sono particolarmente brillanti, con l'eccezione della veste rossa dell'uomo all'estrema destra.

## Fortuna
- Al dipinto è ispirata la suite Pierre Lunaire di Arnold Schönberg.